# والتر ميلر
والتر ميلر (بالإنجليزية: Walter Miller)‏ (و. 1892 – 1940 م) هو ممثل، من الولايات المتحدة الأمريكية، ولد في دايتون، أوهايو، توفي في هوليوود، كاليفورنيا، عن عمر يناهز 48 عاماً بسبب نوبة قلبية.

## وصلات خارجية
- والتر ميلر على موقع IMDb (الإنجليزية)
- والتر ميلر على موقع ألو سيني (الفرنسية)
- والتر ميلر على موقع أول موفي (الإنجليزية)
- والتر ميلر على موقع قاعدة بيانات الأفلام السويدية (السويدية)
- والتر ميلر على موقع قاعدة بيانات الفيلم (الإنجليزية)
- والتر ميلر على موقع كينوبويسك (الروسية)

والتر ميلر في قاعدة بيانات الأفلام على الإنترنت